# István Csom
Dans le nom hongrois Csom István, le nom de famille précède le prénom, mais cet article utilise l’ordre habituel en français István Csom, où le prénom précède le nom.
István Csom est un joueur d'échecs hongrois né le 2 juin 1940 à Sátoraljaújhely et mort le 28 juillet 2021. 
Champion de Hongrie 1972 et 1973 et grand maître international en 1973, il obtint la médaille d'or par équipe lors de l'olympiade d'échecs de 1978 à Buenos Aires et la médaille d'or individuelle lors de l'olympiade d'échecs de 1980 à Malte.
Il est arbitre international du jeu d'échecs depuis 1991.

## Carrière

### Champion de Hongrie
István Csom obtint le tire de maître international en 1967. Il remporta le championnat de Hongrie en 1972 et 1973 (ex æquo avec András Adorján et Zoltán Ribli). Pour ces performances, il reçut le titre de grand maître international en 1973.

### Tournois internationaux
Son palmarès comprend des victoires aux tournois de Hambourg 1974 et au tournoi d'Olot en 1973 et 1975, ainsi qu'à Cleveland 1975, Hanovre 1976, Berlin-Est 1979 (ex æquo avec Vassily Smyslov), Copenhague 1983 (Coupe Politiken), Järvenpää 1985, Delhi 1987 (devant Viswanathan Anand) et Bucarest 1995.
Grâce à sa victoire au tournoi zonal de Pula 1975, István Csom se qualifia pour le tournoi interzonal de Bienne 1976 où il finit 9e-11e avec plus de la moitié des points (10 points sur 19).

### Compétition par équipe
István Csom a participé à neuf olympiades d'échecs de 1968 à 1988, remportant une médaille d'or par équipe (remplaçant en 1978) et trois médailles d'argent par équipe (en 1970, 1972 et 1980) ainsi qu'une médaille d'or individuelle (au quatrième échiquier en 1980) et une médaille d'argent individuelle en 1970 (devant Smyslov au 1er échiquier de réserve). István Csom reçut la médaille d'or individuelle au cinquième échiquier lors du championnat d'Europe des nations de Bath en 1973.
Lors du championnat du monde par équipes de 1985 à Lucerne, l'équipe de Hongrie remporta la deuxième place. Lors du championnat du monde senior de 2001, István Csom finit à la deuxième place.